# Чолак-Антич, Бошко
Доктор Бошко Чолак-Антич (21 августа 1871, Крагуевац — 24 марта 1949, Белград) — маршал королевского двора Югославии, представитель в Риме.

## Биография
Родился 21 августа 1871 в Крагуеваце. После окончания средней школы отправился изучать право в университете Женевы, где в 1894 становится доктором юридических наук. После этого вернулся на родину, где работал с Министерством финансов и Министерством иностранных дел. С 1899 года начинается его долгая дипломатическая деятельность. Являлся заместителем и полномочным министром во многих столицах Европы. Во время службы в Бухаресте на официальном приеме во дворце в Румынии познакомился с доктором Момчилой Нинчичем, занимавшимся вопросом женитьбы принцессы Марии на Александре I Карагеоргиевиче.
В молодости доктор Бошко Чолак-Антич проявил интерес к спортивной езде на велосипеде и боевым искусствам. В 1885 году после основания велосипедистского общества в Сербии становится членом этого общества. В 1899 году с Дероком, Рибникаром и другой социальной элитой отправился в Загреб, оттуда на велосипеде поехал в Далмацию.
Когда в 1897 году была основана ассоциация «СРПСКИ МАЧ», доктор Бошко Чолак-Антич был избран вице-президентом общества и принимал активное участие в его деятельности. Был известен как отличный знаток спорта. умер в 1949 в Белграде.

### Дуэль с Павловичем
Доктор Бошко Чолак-Антич участвовал в дуэли из-за оскорбления своей семьи, о чём было написано в статье под названием «Прави двобој» в газете «Политика», главным редактором которой являлся Владислав Рибникар, муж двоюродной сестры Бошко Чолак-Антича: «Вчера ровно в 4 часа дня была дуэль на Бановом брду (холме) между маршалом королевского двора и Миланом Павловичем, главным редактором газеты «Опозиция». «Опозиция» в своем 72-м номере в заметке „Сравнение“ сообщало о том, что Бошко Чолак-Антич усмотрел оскорбление памяти своего отца, покойного Ильи Чолак-Антича, полковника. Как старший сын в тот же день в 3 часа просил г-на Жив. Протича, инспектора министерства национальной экономики и Бранко Йовановича, кавалерийского майора от его имени просить сатисфакции от г-на Павловича. На следующий день, 14 в этом месяце, г-н Павлович нашел своих секундантов, г-на Милана Дрндаревича и г-на Александра Тодоровича, бывших подпоручиков кавалерии. Секунданты в обстановке строжайшей секретности провели две беседы: одну в отеле «Сербия», а другую в квартире г-на Протича. Результатом этих переговоров был поединок на пистолетах на расстоянии 20 шагов, и стрелять 1 раз. Дуэль была назначена на вчера в 4 часа дня в пабе «Михайловац». Вчера в 4 часа в предусмотренное место пришел первым г-н Чолак-Антич. Чуть позже пришли г-н Павлович, со своими свидетелями и врачом др Штренгом. Наконец, пришли и секунданты г-на Чолак-Антича и врач др Сондермайер. Пистолеты, которые принадлежали др Войе Вельковичу, наполняли Йованович и Дрндаревич. Поскольку попытка решить междоусобицу словами не удалась, были совершены все формальности, которые предусмотрены правилами дуэли. Когда противники стояли на своих позициях, г-н Бранко Йованович повелел: «Один, два, три!». Оба противника выстрелили почти в одну и ту же секунду. Оба противника остались целыми и невредимыми. Тогда секунданты доделали все формальности и дуэлянты разошлись по домам. Тем не менее, минувшей ночью в городе пронесся слух, что Чолак-Антич ранен. Друзья и знакомые отрицали слухи, говоря, что все было так, как написано в протоколе.».